# ジャニーヌ・ペータース
ジャニーヌ・ペータース（Jeannine Peeters、1959年4月12日 - ）はベルギーの柔道選手。階級は61kg級。

## 人物
1977年のヨーロッパ選手権52kg級で3位になった。その後、階級を2階級上げて61kg級になると、1978年と1980年のヨーロッパ選手権で3位になった。1982年のヨーロッパ選手権では5位に終わったが、パリで開催された世界選手権では銅メダルを獲得した。

## 主な戦績
52kg級での戦績
- 1976年 - オランダ国際　2位
- 1977年 - ヨーロッパ選手権　3位

61kg級での戦績
- 1978年 - ヨーロッパ選手権　3位
- 1980年 - ヨーロッパ選手権　3位
- 1981年 - イギリス国際　3位
- 1982年 - ヨーロッパ選手権　5位
- 1982年 - 世界選手権　3位